# 石頭崇拜
石頭崇拜是將岩石作為崇拜對象的一種信仰。

## 石頭崇拜在臺灣

### 石頭公信仰
在臺灣，被人們認定有靈性或神性的岩石，經常會被尊稱「石頭公」或「石聖公」、「石佛公」、「石將軍」、「石府將軍」、「大伯公」、「大伯爺」、「石爺」、「石母」等；同時，人們通常會在其前設置香爐祭拜，或為之建立祠廟。信仰者經常會向這些岩石祈求保佑身體健康，尤其是護佑親族中的幼童能平安健康地長大成人；為此，人們會讓自己的孩子成為這些岩石的義子，以期他們能身強體壯的順利長大；同時，孕婦也會向這些岩石祈求自己的孩子身體健康。桃竹苗一帶的客家人有供奉「石母」，祈求孩童平安、健康的習俗。
在各地傳說中，這些岩石經常顯靈幫助漢人擊退原住民的襲擊等（如石聖爺廟的例子）。1990年代後，從事賭博活動者之間盛傳其中某些岩石會顯靈告知押注標的（「明牌」）；也有部分新出現者與當時賭博活動盛行有關，這些新出現者多被人們當作求財對象，且若靈驗性無法持續即會快速遭到遺棄。此外，龜形石、鶴形石、人形石或顯現出奇蹟的岩石，對虔誠的傳統民間信仰者來說，都是具有深重意義的巧合。
此外，也有石頭公與大樹公或土地公被一同祭祀的案例。

#### 廟宇列表
- 石聖爺廟：宜蘭縣冬山鄉八寶村的石頭公廟，其七夕時的掛貫習俗受宜蘭縣政府所推廣。
- 協和廟（黃石公）：宜蘭礁溪的黃石公廟。
- 黃石公廟：臺北市內湖區金龍次分區秀湖里大湖公園畔的石頭公廟，供奉被與傳說人物黃石公同名的石頭。
- 眾恩祠：臺北市大安區敦煌里、臺北國泰綜合醫院仁愛院區停車場旁的石頭公廟。
- 風動石聖公廟：或稱風動石公廟，臺北市文山區博嘉里、市道106號木柵路五段路中間的石頭公廟，地下室祭祀一顆風動石。
- 芝山巖聖佑宮：臺北市士林區雨聲街90號。
- 二號橋石頭公：新北市淡水區新興里、公司田溪畔的石頭公廟，供奉被當地視為豬神的石頭。
- 中和石磨公：新北市中和區圓通路369巷。
- 新莊石頭公廟：新北市新莊區民生街3巷18號。
- 新莊迴龍石頭公：新北市新莊區中正路。
- 鶯歌碧龍宮：全稱鶯山巖碧龍宮，俗稱龜公廟，新北市鶯歌區建德里牛灶坑山的廟宇，建廟原因是供奉一顆狀似龜殼的石頭。
- 龜山樂善里石頭公：桃園市龜山區青山路二段266號。
- 八德霄裡水井石母娘娘廟：桃園市八德區霄裡路160巷。
- 中壢老街溪石靈公：桃園市中壢區美豐街。
- 平鎮山仔頂石爺公：桃園市平鎮區頂好街54巷。
- 新屋崁頭厝石爺公：桃園市新屋區永安里。
- 港南順天宮：新竹市香山區港南里的石明仙祖廟，傳聞舊時有一名鄭姓婦人聽到巨雷聲響，有二石塊崩出，石塊顯現字跡，當地神壇李府王爺(另一說為章王)降駕指示石塊乃石明公顯靈，村民便建廟供奉，之後升格為石明仙祖。
- 石和宮：新竹縣新豐鄉埔和村的文武帝君廟，建廟由來是當地人在1980年代挖到狀似人形的石頭。
- 關西石爺亭：新竹縣關西鎮南雄里的石爺、石婆廟，供奉被當地視為夫妻的兩顆石頭。
- 鹿寮坑石爺石娘廟：新竹縣芎林鄉華龍村鹿寮坑的石爺、石娘廟，供奉被當地視為夫妻的兩顆大石。
- 尖石爺廟：新竹縣尖石鄉嘉樂村油羅溪畔的石頭公廟，祭祀該鄉地標尖石岩，2004年從尖石岩遷至附近的尖石福惠祠內。
- 三灣石母祠：苗栗縣三灣鄉三灣村、中港溪畔的石母娘娘廟。
- 西村石爺廟：苗栗縣南庄鄉西村、中港溪畔的石頭公廟，其石爺被視為楊載雲的化身。
- 軍公寮石頭公祠：臺中市北屯區松竹一路。
- 翁社石頭公：臺中市豐原區豐年路263巷32號。
- 草湖石頭公廟：臺中市大里區草湖的石頭公廟，供奉三顆石頭，為著名之祈求生育廟宇。
- 彰化鎮東宮：彰化縣彰化市永福里的池府王爺廟兼石頭公廟，因廟內的石頭公而與琉球的龍泉教有所交流。
- 社頭泰安宮：彰化縣社頭鄉仁和村、縣道137號旁的石頭公廟，其石頭狀似人臉，也是該區域地名的由來。
- 茄苳腳石頭公廟：南投縣南投市嘉和里，供奉五顆石頭。
- 湖山水庫石頭公：雲林縣斗六市湖山里。
- 大林糖廠石頭公：嘉義縣大林鎮中興路。
- 加輦邦永安宮：臺南市麻豆區北勢里的廟宇，以祭拜製糖用的石車（蔗車）聞名。
- 羌仔寮石母宮：高雄市美濃區羌仔寮的石母祠兼鄭成功廟，其中石母以鄭成功母親田川氏之名祭拜。